# Paranyctimene

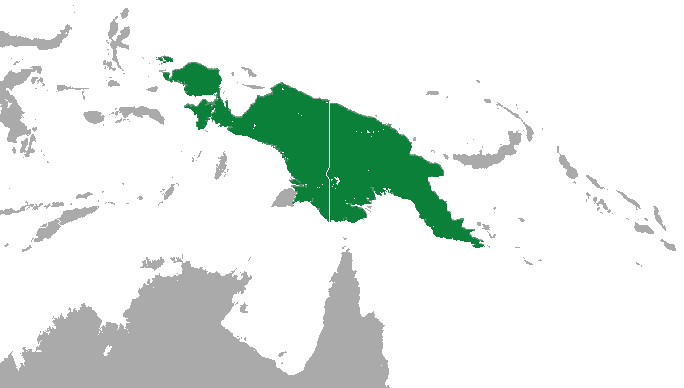
Verbreitungsgebiet beider Arten

Paranyctimene ist eine Gattung von Flughunden in der Unterfamilie der Röhrennasenflughunde mit zwei Arten, die auf Neuguinea und umliegenden Inseln verbreitet sind. Studien von 2001 schlugen vor, das Taxon als Untergattung von Nyctimene zu listen. Aufgrund phylogenetischer Studien, werden beide Taxa weiter als Gattungen klassifiziert.
Es gibt zwei Arten.
- Kleiner Röhrennasenflughund (Paranyctimene raptor)
- Standhafter Röhrennasenflughund (Paranyctimene tenax)

## Merkmale
Die Gattung wurde 1942 von George Henry Hamilton Tate eingeführt, da sich der damals bekannte Kleine Röhrennasenflughund durch seine hohen und schmalen Eckzähne und Prämolaren im Unterkiefer von den Nyctimene-Arten unterscheidet. Weiterhin ist der Gaumen hinter den letzten Molaren länger und es fehlt ein dunkler Aalstrich auf dem Rücken. Wie bei der anderen Gattung fehlen die unteren Schneidezähne, so dass sich die Eckzähne berühren. Der erste obere Molar pro Seite hat zwei Wurzeln. Auffällig sind, wie bei allen Mitgliedern der Unterfamilie die rohrförmigen Nasenlöcher. Mit der breiten Schnauze und den kleinen Ohren ähnelt der Kopf einem Affengesicht.
Bis zur Beschreibung des Standhaften Röhrennasenflughundes war nur der Kleine Röhrennasenflughund bekannt. Dieser wird ohne Schwanz 63 bis 93 mm lang, die Schwanzlänge beträgt 17 bis 21 mm, die Unterarme sind 48 bis 54 mm lang und das Gewicht liegt bei 22 bis 33 g. Paranyctimene tenax erreicht etwa dieselben Körpermaße, doch der Schädel ist robuster. Beide Arten haben einen graubraunen Rücken, eine bleiche gelbbraune Unterseite und zitronengrüne Flughäute mit dunklen Stellen entlang der Finger. Wie bei Nyctimene kommen unregelmäßige Flecken auf dem Körper und den Flügeln vor. Der größte Teil des Schwanzes ragt aus der Schwanzflughaut.

## Verbreitung, Lebensweise und Gefährdungsstatus
Beide Arten sind mit wenigen Ausnahmen durch das Zentralgebirge auf Neuguinea getrennt. Während der Kleine Röhrennasenflughund im Süden vorkommt, lebt der Standhafte Röhrennasenflughund im Norden und auf den Inseln Salawati sowie Waigeo. Beide Arten erreichen etwa 1350 Meter Höhe. Sie leben in tropischen Wäldern, Sümpfen und besuchen Gärten.
Die Exemplare leben einzeln, wenn Weibchen nicht paarungsbereit sind. Sie ruhen am Tage im dichten Blattwerk und fressen Früchte. Ein Wurf enthält ein Neugeborenes.
Die IUCN listet beide Arten als nicht gefährdet (least concern).